# Liste des conseillers nationaux du canton d'Appenzell Rhodes-Intérieures
Cette page liste les représentants du canton d'Appenzell Rhodes-Intérieures au Conseil national depuis la création de l'État fédéral en 1848.

## Abréviations des partis
- PCP : Parti conservateur populaire
- PDC : Parti démocrate-chrétien

Autres tendances et mouvements politiques :
- CL : Centre libéral
- CC : Conservatisme catholique

## Liste
| Nom                          | Parti  | Mandat              | Né   | Mort |
| ---------------------------- | ------ | ------------------- | ---- | ---- |
| Alois Broger                 | CC     | 1866–1879           | 1811 | 1879 |
| Johann Broger                | PCP    | 1935–1964           | 1897 | 1978 |
| Raymond Broger               | PCP    | 1964–1971           | 1916 | 1980 |
| Johann Baptist Dähler        | CC     | 1860–1866           | 1808 | 1879 |
| Johann Baptist Edmund Dähler | CC     | 1890–1893           | 1847 | 1927 |
| Edmund Dähler                | PCP    | 1926–1935           | 1873 | 1947 |
| Rolf Engler                  | PDC    | 1987–1999           | 1951 |      |
| Daniel Fässler               | PDC    | 2011–2019           | 1960 |      |
| Josef Anton Fässler          | CC     | 1857–1860           | 1796 | 1875 |
| Johann Nepomuk Hautle        | CC     | 1848–1857           | 1792 | 1860 |
| Arnold Koller                | PDC    | 1971–1986           | 1933 |      |
| Arthur Loepfe                | PDC    | 1999–2011           | 1942 |      |
| Thomas Rechsteiner           | PDC    | 2019-               | 1971 |      |
| Karl Justin Sonderegger      | CL     | 1880–1890 1893–1906 | 1842 | 1906 |
| Adolf Steuble                | CC/PCP | 1906–1925           | 1856 | 1925 |

## Sources
- (de) Cet article est partiellement ou en totalité issu de l’article de Wikipédia en allemand intitulé « Liste der Nationalräte des Kantons Appenzell Innerrhoden » (voir la liste des auteurs).
- « Banque de données recensant les membres des conseils depuis 1848 », Parlement suisse